# Маргарита Саксонська (1449—1501)
Маргарита Саксонська (нім. Margarete von Sachsen) або Маргарита Тюринзька (нім. Margarete von Thüringen, 1449 — 13 липня 1501) — представниця династії Веттінів , донька ландграфа Тюрингії Вільгельма II та принцеси Австрійської Анни, дружина курфюрста Бранденбургу Йоганна Цицерона.

## Біографія
Народилась у 1449 році у Веймарі. Стала первістком в родині ландграфа Тюрингії Вільгельма II та його першої дружини Анни Австрійської, з'явившись на світ за три роки після їхнього весілля. Мала молодшу сестру Катерину.
Шлюб батьків був нещасливим. Батько мав коханку Катарину фон Бранденштейн і після народження другої доньки відіслав Анну до замку Екарцбург, де вона і померла, коли Маргариті було 13. Наступного року батько одружився з Катариною. Доньки мешкали з батьком, він дбав про їхні майбутні союзи.
У 27-річному віці Маргарита стала дружиною 21-річного курпринца Бранденбургу Йоганна Цицерона, старшого сина курфюрста Альбрехта III. Весілля відбулося 26 серпня 1476 року в Берліні. Дата вінчання кілька разів відкладалася через труднощі з оплатою. Посаг дівчини був виплачений лише у 1492 році.
Від 1479 року Йоганн Цицерон фактично керував країною, а у 1486 році став повноправним курфюрстом. У подружжя народилося семеро дітей.
Після смерті батька у 1482 році, Тюрингія відійшла кузенам Маргарити, Ернсту та Альбрехту. Потенційні претензії самої жінки враховані не були, оскільки батько не розглядав передачу земель доньці. Втім, у 1757 році права Маргарити на Тюрингію використав Фрідріх II як привід для Семирічної війни.
На початку 1499 року помер Йоганн Цицерон. Згідно останньої волі чоловіка, Маргариті відходили міста Шпандау, Костшин, Вріцен, Оранієнбург, Лібенвальде та Заармунд. Удовиною резиденцією курфюрстіни став замок Шпандау, де вона і провела усамітнено останні роки життя.
Померла в Шпандау 13 липня 1501 року.

## Родина
Чоловік Йоган Цицерон, курфюрст Бранденбурзький
Діти:
- донька (вересень 1480—після 5 липня 1482) — прожила 2 роки;
- Вольфганг (травень—після 5 липня 1482) — прожив кілька місяців;
- Йоакім Нестор (1484—1535) — курфюрст Бранденбургу у 1499—1535 роках, був одруженим з принцесою Данською Єлизаветою, мав п'ятеро дітей;
- Єлизавета (нар. та пом. 1486) — померла немовлям;
- Анна (1487—1514) — дружина короля Данії та Норвегії Фредеріка I, мала сина та доньку;
- Урсула (1488—1510) — дружина герцога Мекленбург-Шверіну Генріха V, мала трьох дітей;
- Альбрехт (1490—1545) — архієпископ Майнца в 1514—1545 роках, архієпископ Магдебургу у 1513—1545 роках, мав доньку від коханки.